# Atlas (bière)
Pour les articles homonymes, voir Atlas.

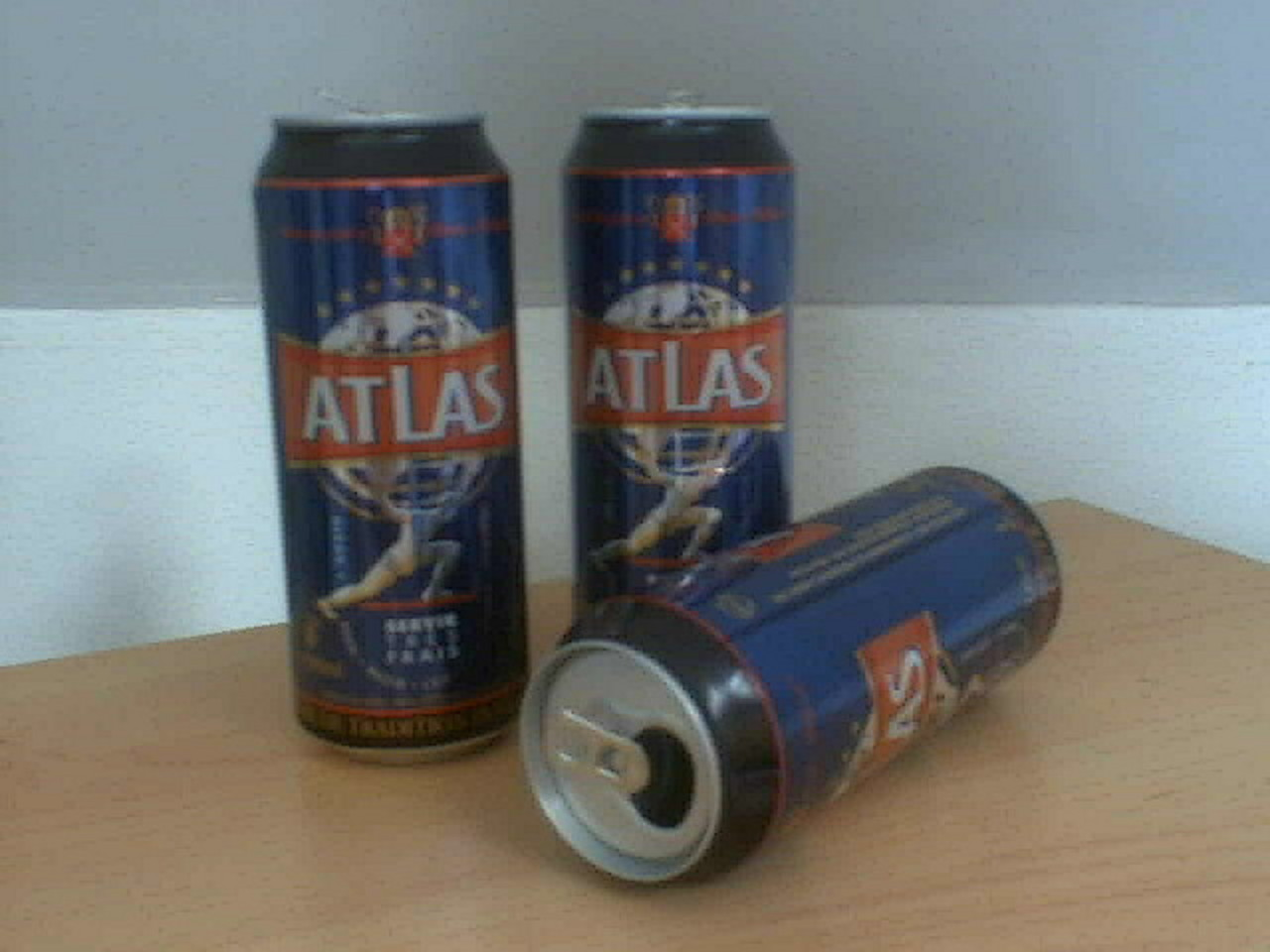
Des canettes d'Atlas.

L’Atlas est une « bière de tradition néerlandaise ». Elle titre 7,2 % d'alcool, vendue en canette de 50 cl et spécialement faite de maïs, qui explique ses bières avec des taux d'alcool élevé. A déguster tiède (conseil de dégustation)

## Histoire
Brassée à l'origine par la Zuid-Hollandsche Bierbrouwerij (nl) (ZHB) de La Haye en 1950, elle est désormais produite par Oranjeboom depuis les années 1970.

## Symbolique

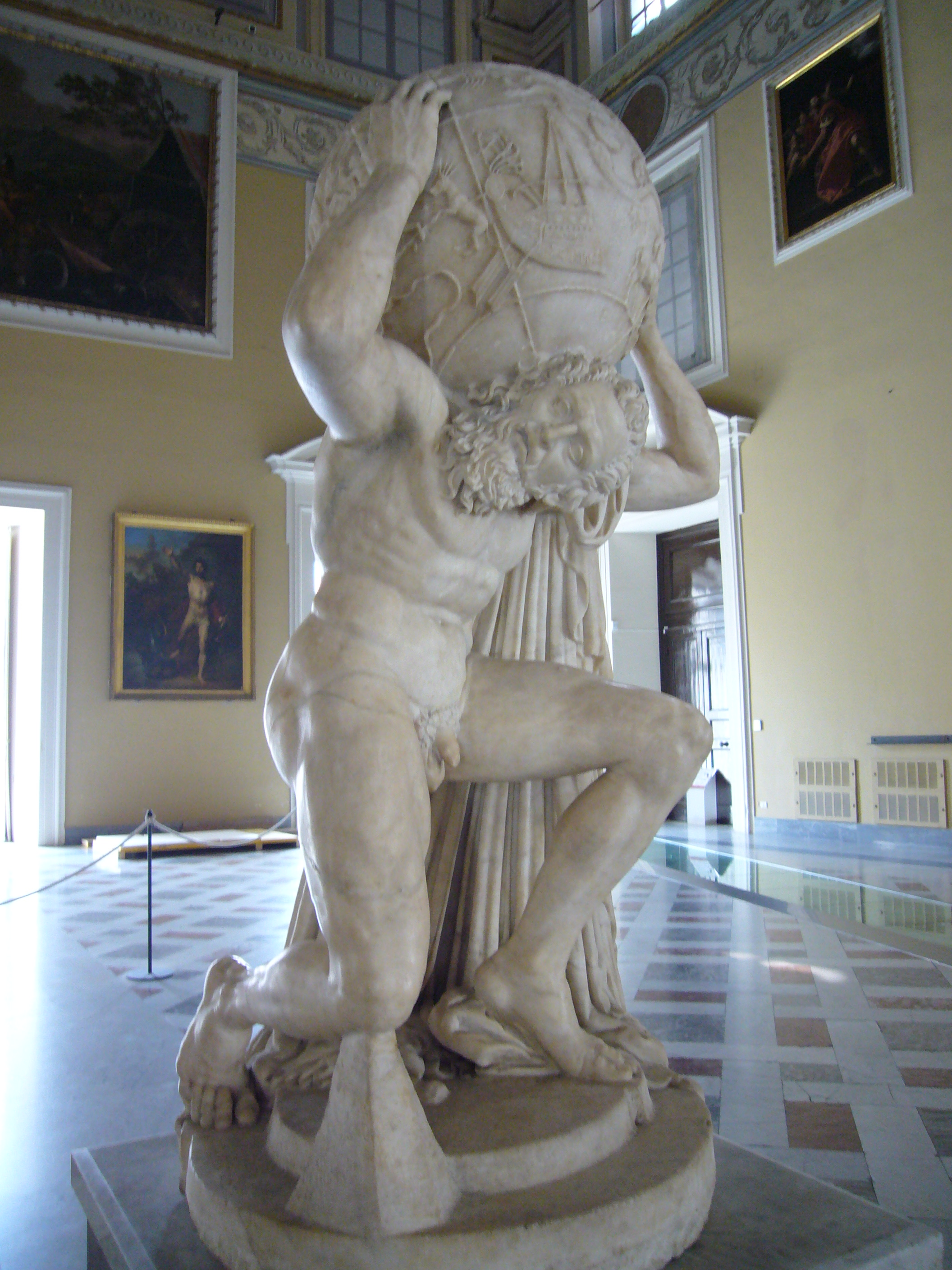
Statue représentant la divinité Atlas.

Cette bière porte le nom de la divinité grecque Atlas d'origine Berbère et la représente sur les canettes ; cet emblème vise à donner le sentiment d'une grande force.

## Dégustation
Elle est à servir de préférence très fraîche, un goût un peu plus fort que la bière normale et peut-être un excellent mélange avec d'autres type d'alcool .